# Vélodrome de la route de Genas
Pour les articles homonymes, voir vélodrome de Lyon.
Le vélodrome de la route de Genas, officiellement vélodrome de Lyon et également connu sous le nom de vélodrome de Lyon-Villeurbanne, est un ancien vélodrome situé à Villeurbanne, en France.

## Historique

### Construction
À la fin du XIXe siècle, Lyon, deuxième ville de France, est en retard en termes d'infrastructure cycliste en comparaison de villes bien moins importantes. Afin de combler ce retard, plusieurs sociétés se forment et plusieurs projets de construction de vélodrome sont proposés.
C'est sous l'impulsion de l'ancien sportif Mr. Francfort, accompagné de Mr. Mouterde et Mr. Charvieux, qu'un comité sportif est formé afin de diriger la construction du futur vélodrome de Lyon. Le comité est notamment composé de dirigeants d'associations cyclistes lyonnaises, parmi lesquelles le Bicycle-Club, le Guidon lyonnais, le Cercle de la Pédale et le Cyclophile lyonnais.
La construction du vélodrome s'achève à la fin du mois de septembre et est livrée à l'entraînement le 1er octobre 1893.

### Inauguration
Le vélodrome est inauguré le 8 octobre 1893,. Deux mille personnes assistent aux compétitions inaugurales, parmi lesquelles plusieurs figures locales, dont Frédéric Faÿs, maire de Villeurbanne, et Félix Deloger, vice-consul de l'Union vélocipédique de France.

### Fermeture
Le vélodrome ferme ses portes le 14 juillet 1919.

## Présentation

### Description
La piste a une longueur de 500 mètres, mesurée à 30 centimètres de la corde, et une largeur de 9 mètres. Les virages sont des demi-circonférences de 110 mètres de diamètre, et sont inclinés à 25 degrés. Les lignes droites ont une longueur de 180 mètres.
Le sol, lors de son ouverture au public et son inauguration, est provisoirement formé de terre battue et de mâchefer,. L'intérieur de la piste est une immense pelouse, pouvant être inondée en hiver et patinable.
Le vélodrome compte également de vastes tribunes, un quartier des coureurs, et un service hydrothérapique.

### Localisation

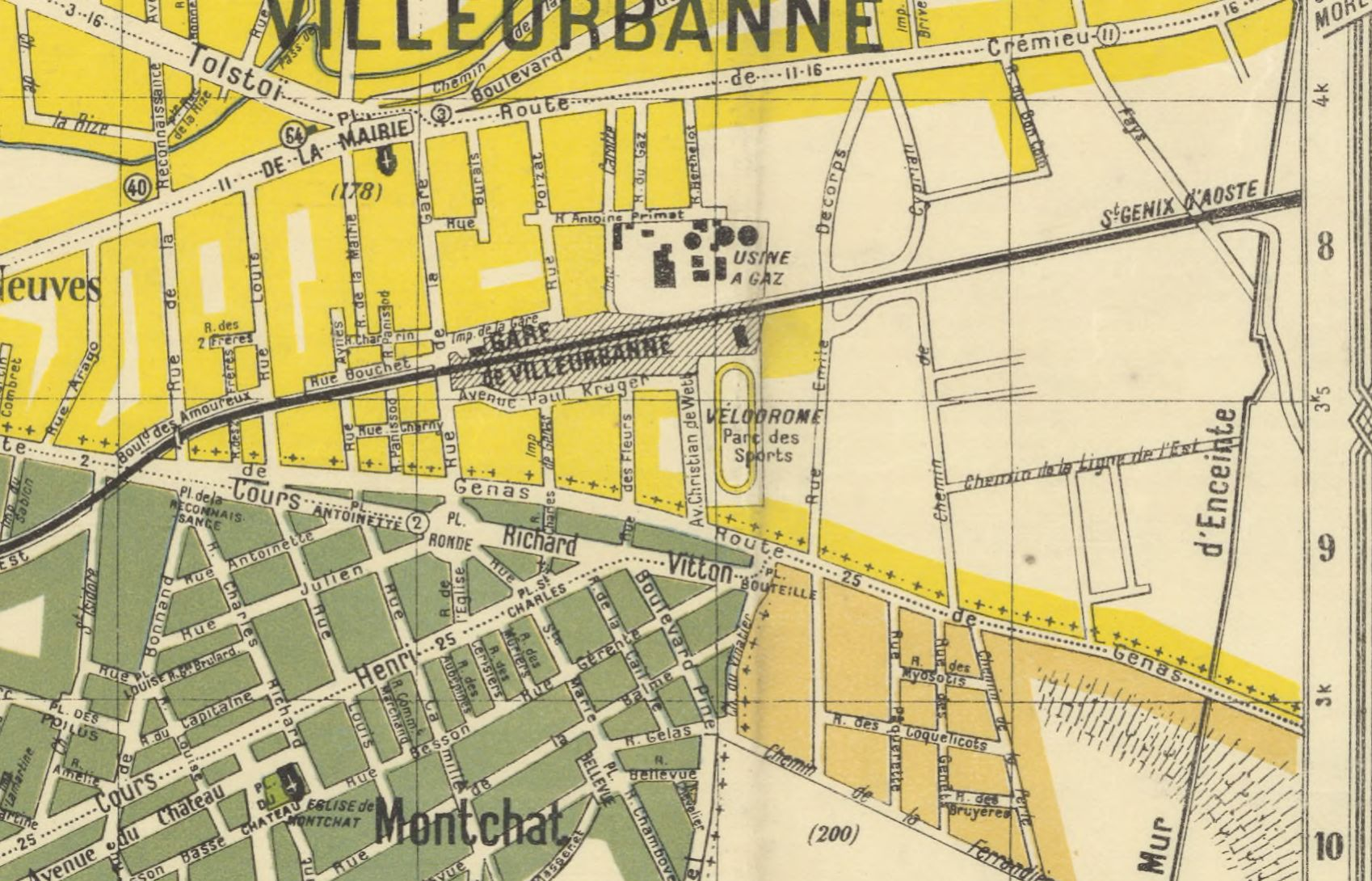
Plan de Lyon datant de 1936.

Le vélodrome est situé au numéro 207 de la route de Genas,,.